# 4 Pułk Szwoleżerów Cesarstwa Austriackiego
4 Pułk Szwoleżerów Cesarstwa Austriackiego – jeden z austriackich pułków kawalerii okresu Cesarstwa Austriackiego. Ostatecznie 14 Pułk Dragonów.
Okręgi poboru: Niderlandy, 1801: Dolna Austria.

## Wcześniejsza nomenklatura
- 1769: 31 Pułk Dragonów
- 1780: 25 Pułk Dragonów
- 1791: 31 Pułk Szwoleżerów
- 1798: 11 Pułk Lekkich Dragonów
- 1801: 4 Pułk Szwoleżerów

## Garnizony

### Przed powstaniem Cesarstwa
- 1787–1789: Bruksela
- 1791: Tournay
- 1798–1799: Dittmaning
- 1801: Ungarisch-Brod
- 1802–1804: Gaja, Neuhaus

### Po powstaniu Cesarstwa
- 1804–1805: Neuhaus
- 1807: Gross-Tapolcsán
- 1808–1809: Gaja, St. Georgen (Pressburg)
- 1810: Rakonitz
- 1810: Osijek (Esseg)
- 1811: Radkersburg
- 1812–1813: Gross-Kanizsa
- 1814–1815: Bochnia
- 1816–1820: Klatovy (Klattau)